# Valverde (Mirandela)
Valverde, ou Valverde da Gestosa, é uma povoação portuguesa do Município de Mirandela que foi sede da extinta Freguesia de Valverde da Gestosa, freguesia que tinha 17,59 km² de área e 144 habitantes (2011), e, por isso, uma densidade populacional de 8,2 hab./km².
A Freguesia de Valverde da Gestosa foi extinta (agregada) pela reorganização administrativa de 2012/2013, sendo o seu território integrado na então criada União de Freguesias de Barcel, Marmelos e Valverde da Gestosa.

## População
| População da freguesia de Valverde | População da freguesia de Valverde | População da freguesia de Valverde | População da freguesia de Valverde | População da freguesia de Valverde | População da freguesia de Valverde | População da freguesia de Valverde | População da freguesia de Valverde | População da freguesia de Valverde | População da freguesia de Valverde | População da freguesia de Valverde | População da freguesia de Valverde | População da freguesia de Valverde | População da freguesia de Valverde | População da freguesia de Valverde |
| ---------------------------------- | ---------------------------------- | ---------------------------------- | ---------------------------------- | ---------------------------------- | ---------------------------------- | ---------------------------------- | ---------------------------------- | ---------------------------------- | ---------------------------------- | ---------------------------------- | ---------------------------------- | ---------------------------------- | ---------------------------------- | ---------------------------------- |
| 1864                               | 1878                               | 1890                               | 1900                               | 1911                               | 1920                               | 1930                               | 1940                               | 1950                               | 1960                               | 1970                               | 1981                               | 1991                               | 2001                               | 2011                               |
| 243                                | 289                                |                                    | 258                                | 258                                | 234                                | 290                                | 335                                | 323                                | 266                                | 205                                | 292                                | 213                                | 198                                | 144                                |

No ano de 1890 estava anexada à freguesia de Cobro